# Achim Hettler
Achim Hettler (* 6. April 1953 in Karlsruhe) ist ein Bauingenieur für Geotechnik und Hochschullehrer.

## Leben
Hettler verbrachte seine Jugendzeit in Rastatt, wo er zunächst vier Jahre die örtliche Volksschule besuchte. Danach wechselte er auf das humanistische Ludwig-Wilhelm-Gymnasium in Rastatt, an dem er nach acht Jahren sein Abitur mit einem Einer Notendurchschnitt machte. Danach belegte er das Studienfach Bauingenieurwesen an der TH Karlsruhe. Ein anschließendes Stipendium ermöglichte es ihm zwei Semester am Institut national des sciences appliquées de Lyon zu studieren, eine von fünf wissenschaftlichen Grande Écoles („Großen Schulen“) zur Ausbildung hochqualifizierter Ingenieure in Frankreich. Nach zwei weiteren Semestern an der TH Karlsruhe in der Vertiefungsrichtung Bodenmechanik und Felsmechanik bei Gerd Gudehus, schloss Hettler 1977 das Studium ebenfalls mit einem Einer Notendurchschnitt ab; der Abschluss brachte ihm 1978 den Bilfinger & Berger-Preis ein. Es folgten zwei weitere Semester als Aufbaustudent in Verbindung mit einer halben wissenschaftlichen Stelle am Institut für Bodenmechanik und Felsmechanik der TU Karlsruhe. Diese Zeit nutzte Hettler zu einem vertieften Studium der Mechanik. Von 1978 bis 1987 war er Wissenschaftlicher Angestellter, dann Hochschulassistent. In diese Zeit fallen Hettlers Dissertation (1981) und Habilitation (1986).
Im Rahmen der Baugrundtagung 1988 wurde Hettler für eine Untersuchung der Pfahlsicherheit auf statistischer Grundlage nach dem Bayes-Verfahren von der Deutschen Gesellschaft für Geotechnik der Carl-Rappert-Preis verliehen. Als Vorstandsmitglied gehört er dem Gremium der Gesellschaft gegenwärtig (2019) selbst an.
Praxiserfahrungen sammelte er von 1987 bis 1994 bei der Bilfinger & Berger Bau. 1994 folgte er Anton Weißenbach auf dem Lehrstuhl „Baugrund-Grundbau“ an der Universität Dortmund, den er bis zum Oktober 2018, seinem Eintritt in das Ruhestand, innehatte. In Dortmund führte Hettler den bisherigen Forschungsschwerpunkt „Erddruck, Erdwiderstand, Baugrubenkonstruktionen“ Weißenbachs fort, was auch äußere Anerkennung fand: Er schrieb die Artikel über Erddruck und (noch mit Weißenbach) über Baugruben im Grundbau-Taschenbuch (7. Auflage 2009), verfasste die Neuauflage des Handbuchs über Baugruben von Weißenbach mit Theodoros Triantafyllidis und wurde als Nachfolger von Weißenbach 2006 Obmann im Arbeitsausschuss Baugruben der Deutschen Gesellschaft für Geotechnik (DGGT), dessen Empfehlungen (EAB) unter seiner Leitung 2012 in 5. Auflage erschienen und die auch regelmäßig in der Zeitschrift Bautechnik erscheinen. In diesem Rahmen ist er auch im Vorstand der DGGT. Darüber hinaus pflegte er aber weiterhin seine bisherigen Interessengebiete wie Altlastensanierung, Stoffgesetze, Modellgesetze und numerische Modellierung. Er ist Anerkannter Sachverständiger für Erd- und Grundbau nach Bauordnungsrecht und Öffentlich bestellter und vereidigter Sachverständiger für Geotechnik, Gründungen, Gründungsschäden und Baugruben bei der Industrie- und Handelskammer. Weiter wirkt er in der Schriftleitung der Zeitschriften „Bautechnik“ und „Geotechnik“ des Verlags Ernst & Sohn mit.
Im Zusammenhang mit der Erarbeitung von Normen und Empfehlungen hat Hettler noch zahlreiche weitere Ehrenämter inne. So ist er Mitglied im Lenkungsgremium „Grundbau, Geotechnik“ im Normenausschuss Bauwesen (NABau), Stellvertretender Obmann im Ausschuss Berechnungsverfahren, Obmann im Unterausschuss „Berechnung des Erddrucks“ (DIN 4085), Mitglied im europäischen Ausschuss TC 250/SC 7/EG 10 „Calculation models“ sowie Leiter der „Fachsektion Bodenmechanik“ bei der DGGT. Hettler gilt in Deutschland als führend auf dem Gebiet der Erddruckforschung mit Veröffentlichungen in der Zeitschrift „Bautechnik“, einschlägigen Beiträgen zum Grundbau-Taschenbuch sowie einer Monografie über Erddruck. Er ist auch Ko-Autor eines Buches über Bausachverständige vor Gericht.
Hettler ist mit der französischen Künstlerin Marie-Hélène Desrue verheiratet und lebt in Rastatt.

## Schriften
- A. Hettler: Ermittlung von oberen Schranken für die Sackung des Gleisoberbaus, Shake-Down-Fähigkeit und Sackungsneigung sowie Entwicklung eines dynamischen Rückwirkungsmodells. Institut für Bodenmechanik und Felsmechanik, Universität Fridericiana Karlsruhe, Technische Berichte, Teil A, Projektleiter: G. Gudehus. Karlsruhe 1978–1982.
- A. Hettler: Verschiebungen starrer und elastischer Gründungskörper in Sand bei monotoner und zyklischer Belastung. Veröffentlichungen des Institutes für Bodenmechanik und Felsmechanik der Universität Fridericiana in Karlsruhe Nr. 90. Karlsruhe 1981 (Dissertation).
- A. Hettler: Horizontal belastete Pfähle mit nichtlinerer Bettung in körnigen Böden. Veröffentlichungen des Institutes für Bodenmechanik und Felsmechanik der Universität Fridericiana in Karlsruhe Nr. 102. Karlsruhe 1986 (Habilitation).
- A. Hettler, K. Abdel-Rahman: Numerische Simulation des Erddruckproblems in Sand auf der Grundlage der Hypoplastizität. In: Bautechnik, 77 (2000), H. 1, S. 15–19.
- A. Hettler: Gründung von Hochbauten. Berlin: Ernst & Sohn 2000, ISBN 3-433-01348-9.
- A. Hettler: Die Bauingenieurausbildung und das Dortmunder Modell Bauwesen. In: Bautechnik, 78 (2001), H. 4, S. 229–235.
- A. Hettler: Erddruck in: Karl Josef Witt (Hrsg.), Grundbau-Taschenbuch, Band 1, Ernst und Sohn, 7. Auflage 2008, S. 289–396
- A. Hettler, A. Weißenbach: Baugrubensicherung, in: Karl Josef Witt (Hrsg.), Grundbau-Taschenbuch, Band 3, Ernst und Sohn, 7. Auflage 2009, S. 527–678, 8. Auflage 2018, S. 557–822
- A. Hettler: Erddrucktheorie. Der räumliche Erdwiderstand: Entwicklung über mehr als fünf Jahrzehnte. In: Bautechnik, 90 (2013), Dez., Sonderheft “90 Jahre Bautechnikgeschichte”, S. 23–29.
- A. Hettler, Stefan Leupertz: Der Bausachverständige vor Gericht: Praxisleitfaden, Bundesanzeiger, 2. Auflage 2013, ISBN 3-8462-0182-0
- A. Hettler, T. Triantafyllidis, A. Weißenbach: Baugruben. 3., vollst. überarb. Aufl. Berlin: Ernst & Sohn 2018, ISBN 978-3-433-03244-2.
- A. Hettler, K.-E. Kurrer: Erddruck. Berlin: Ernst & Sohn 2019, ISBN 978-3-433-03274-9
- A. Hettler, K.-E. Kurrer: Earth Pressure. Berlin: Ernst & Sohn 2020, ISBN 978-3-433-03223-7.